# إريك سومر
إريك سومر (بالإنجليزية: Erik Sommer) هو رسام أمريكي، ولد في 25 فبراير 1978 في دولوث في الولايات المتحدة.

## وصلات خارجية
- الموقع الرسمي